# Cratere Clara
Clara  è un cratere sulla superficie di Venere.